# Duckman
Duckman: Private Dick/Family Man (Duckman: Detective privado/Padre de familia en Latinoamérica y Duckman en España) es una comedia de situación  animada estadounidense creada y desarrollada por Everett Peck, basada en los personajes que creó en su comic one-shot de 1990 publicado por Dark Horse Comics. Sigue a Eric Tiberius Duckman, un detective privado que vive con su familia.
La serie contó con cuatro temporadas con un total de 70 episodios que se emitieron desde 1994 hasta 1997 en USA Network. Los directores del programa inicialmente fueron Reno y Osborn y fue producido por Paramount Television. La animación fue realizada por Klasky Csupo, una compañía de Gábor Csupó y Arlene Klasky, aunque los mismos Csupo y Klasky tuvieron poco que ver con el desarrollo de la serie. Años más tarde, la dirección de la serie pasó a David Misch y Michael Markowitz. La música para la primera temporada la compuso Frank Zappa.

## Información general
La serie sigue las aventuras (o desventuras) de un lascivo pato detective privado, que vive con su familia y su cuñada, llamada Bernice (gemela idéntica a su esposa). La esposa de Duckman, Beatrice, murió antes del comienzo del show, sin saber de qué murió. 
Jason Alexander, más famoso como George Costanza en Seinfeld, le da la voz al personaje principal, Duckman, cuyo misterioso primer nombre más tarde es revelado, Eric. Otros personajes son sus dos hijos, Charles y Mambo, cuyas cabezas comparten el mismo cuerpo; su hijo mayor, Ajax, y su compañero de trabajo, un sorprendentemente talentoso cerdo llamado Cornfed (nombre completo: Willibald Fievel Cornfed).
También están Fluffy y Uranus, dos ositos de peluche asistentes de oficina de Duckman, quienes a pesar de ser constantemente asesinados, desmembrados y torturados, siempre mantienen una actitud alegre, como si se tratara de los Ositos Cariñositos; la abuela, la aparentemente comatosa, inmensa y flatulenta suegra; y el Rey Gallina, el archi-némesis de Duckman.
Al show eran invitadas regularmente estrellas de alto nivel, incluyendo David Duchovny, Heather Locklear, Burt Reynolds, Carl Reiner, Lisa Kudrow, Leonard Nimoy, Ben Stiller, Ben Stein, Janeane Garofalo, y Dan Castellaneta. La marca registrada de Duckman es el grito "Dwah!".

## Emisión y doblajes
En Latinoamérica la serie fue emitida en USA Network (actualmente Universal Channel) con doblaje en español realizado en Miami. Posteriormente el canal Locomotion la reestrenó en el año 2000 con un redoblaje realizado en México. En España fue transmitida por Canal+ en los años 90 junto con Paramount Comedy (España) y por Cartoon Network mediante un bloque nocturno dirigido a los adultos, con doblaje realizado en dicho país.
La serie contó con dos doblajes para la región latinoamericana. El primer doblaje, emitido por el canal USA Network, fue realizado en Miami, y se caracterizaba por tener un pronunciado acento cubano. Años después, cuando Locomotion adquirió la serie, realizó un nuevo doblaje neutro realizado en México. Esto se debió a que a Paramount (dueño de la serie) no le gustaba que la serie tenga un doblaje con un acento tan marcado, por lo que ofreció a Locomotion para que se realizase un nuevo doblaje.
| Personaje            | Actor de voz                             | Actor de doblaje           | Actor de doblaje   | Actor de doblaje     |
| Personaje            | Actor de voz                             | España                     | Miami              | México               |
| -------------------- | ---------------------------------------- | -------------------------- | ------------------ | -------------------- |
| Duckman              | Jason Alexander                          | Jesús Rodríguez            | Rubén Rabasa       | Rolando de Castro    |
| Bernice              | Nancy Travis                             | Chus Gil                   | Glenda Díaz Rigau  | María Teresa Aviña   |
| Ajax                 | Dweezil Zappa                            | Eduardo Bosch              | Gabriel Traversari | Hector Alcaraz       |
| Charles Mambo        | Dana Hill (†) Pat Musick Elizabeth Daily | Chelo Vivares Marisa Marco | Larry Villanueva   | Liliana Barba        |
| Cornfed              | Gregg Berger                             | Antonio Esquivias          | Osvaldo Calvo      | Raúl Anaya           |
| Fluffy Uranus        | Pat Musick                               | Sandra Jara Maribel Casas  | –                  | Diana Pérez Ana Lobo |
| Rey Gallina          | Tim Curry                                | Javier Franquelo           | Larry Villanueva   | Álex González        |
| Director y adaptador | –                                        | Juan d'Ors                 | –                  | Ernesto Lezama       |
| Estudio de doblaje   | –                                        | Sincronía (Madrid)         | BVI Communications | Intersound S.A.      |